# Ilyushin I-21
Ilyushin I-21, (Istrebitel-21, máy bay tiêm kích-21), là một loại máy bay tiêm kích một chỗ một động cơ, được chế tạo ở Liên Xô giai đoạn 1936-1937.

## Tính năng kỹ chiến thuật
Đặc điểm tổng quát
- Kíp lái: 1
- Chiều dài: 8.366 m (27 ft 5 in)
- Sải cánh: 10 m (32 ft 9 in)
- Diện tích cánh: 18.16 m2 (195.5 ft2)
- Trọng lượng có tải: 2.125 kg (4.685 lb)
- Powerplant: 1 × Mikulin AM-34FRN, 940 kW (1.260 hp)

Hiệu suất bay
- Vận tốc cực đại: 620 km/h (385 mph)
- Tầm bay: 766 km (476 dặm)
- Trần bay: 12.000 m (39.360 ft)
- Vận tốc lên cao: 1.250 m/s (4.000 ft/phút)

Vũ khí trang bị
- 4 x súng máy ShKAS 7,62 mm
- 2 x pháo ShVAK 20 mm